# Čuprov
Čuprov je priimek več oseb:
- Aleksander Aleksandrovič Čuprov, ruski statistik
- Ilija Mihailovič Čuprov, sovjetski general